# Монумент «Визволення»
Монумент «Визволення» (кор. 해방탑) — пам'ятник біля підніжжя гори Моранбон у столиці Північної Кореї, місті Пхеньян. Монумент встановлено 15 серпня 1946 року на честь загиблих радянських воїнів, що брали участь у боях за визволення Кореї під час Другої світової війни.

## Опис
Площа монументального комплексу становить 128 тис. м²; сам монумент займає 48 тис. м².
Архітектурна композиція монумента складається з широкого постаменту та обеліска з п'ятипроменевою червоною зіркою на верхів'ї. Висота монументу становить 30 метрів.
Під час будівництва монументу використовувалися блоки вагою від 3 до 45 тонн. Стела сконструйована з 18-ти таких блоків.
Композицію монументу умовно можна розділити на 3 рівні: нижній, середній та верхній. Нижня та середня частини розділені оглядовим майданчиком, що підтримується двома стовпами з зображенням квітів азалії та лавровими вінками, які символізують дружбу між Радянським Союзом та КНДР.
На нижній частині монументу розміщено 4 бронзові барельєфи (по одному з кожного боку обеліска). На фронтальній стороні знаходиться барельєф з зображенням прапора СРСР, з лівого і правого боків — барельєфи з зображеннями боротьби радянських воїнів проти воїнів Квантунської армії, на четвертому барельєфі зображено зустріч радянських військових та корейського народу.
На середньому рівні (над оглядовим майданчиком) розміщено 4 барельєфи з написами корейською та російською мовою. Передня частина містить напис:
| Великий радянський народ розгромив японських імперіалістів та визволив корейський народ. Кров'ю, пролитою радянськими воїнами під час визволення Кореї, ще більше зміцнилися дружні зв'язки між корейським та радянським народами. На знак всенародної вдячності споруджено цей пам'ятник. 15 квітня 1945 року.[4]Оригінальний текст (рос.) Великий советский народ разгромил японских империалистов и освободил корейский народ. Кровью, пролитой советскими воинами при освобождении Кореи, ещё больше укрепились узы дружбы между корейским и советским народами. В знак всенародной благодарности воздвигнут этот памятник. 15 августа 1945 года. Оригінальний текст (кор.) 위대한 쏘련인민은 일본제국주의를 쳐부시고 조선인민을 해방하였다. 조선의 해방을 위하여 흘린 피로 조선인민과 쏘련인민의 친선은 더욱 굳게 맺어졌나니. 여기에 탑을 세워 전체 인민의 감사를 표하노라. 1945년 8월 15일. |
На задній розміщено напис:
| Вічна слава великій Радянській Армії, що визволила корейський народ від ярма японських імперіалістів та відкрила йому шлях до свободи й незалежності! 15 квітня 1945 р.[4]Оригінальний текст (рос.) Вечная слава великой Советской Армии, освободившей корейский народ от ига японских империалистов и открывшей ему путь к свободе и независимости! 15 августа 1945 г. Оригінальний текст (кор.) 일본군국주의자들의 강점으로부터 조선인민을 해방하고 자유와 독립의 길을 열어준 위대한 쏘련군대에 영광이 있으라! 1945년 8월 15일. |
На верхній частині монумента розміщено барельєфне зображення п'ятипроменевої зірки, серпа і молота, на задній — зображення зірки.

## Галерея

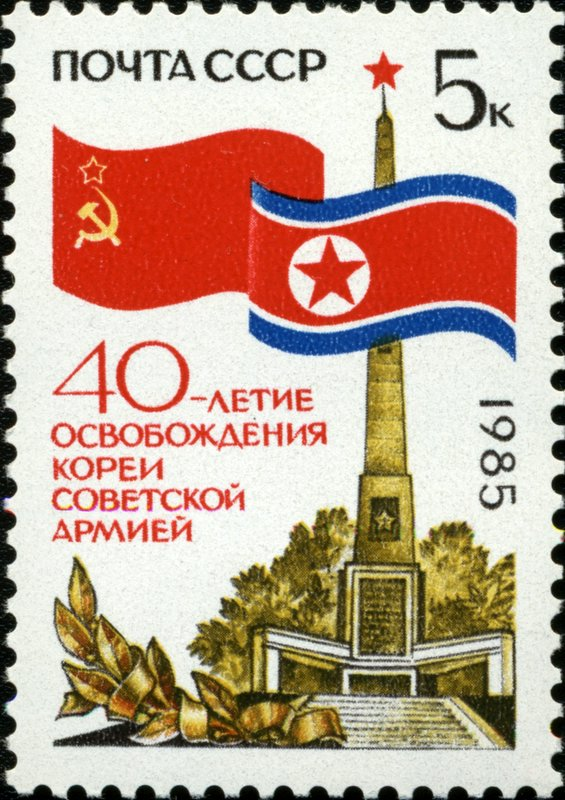
Зображення монументу на радянській поштовій марці
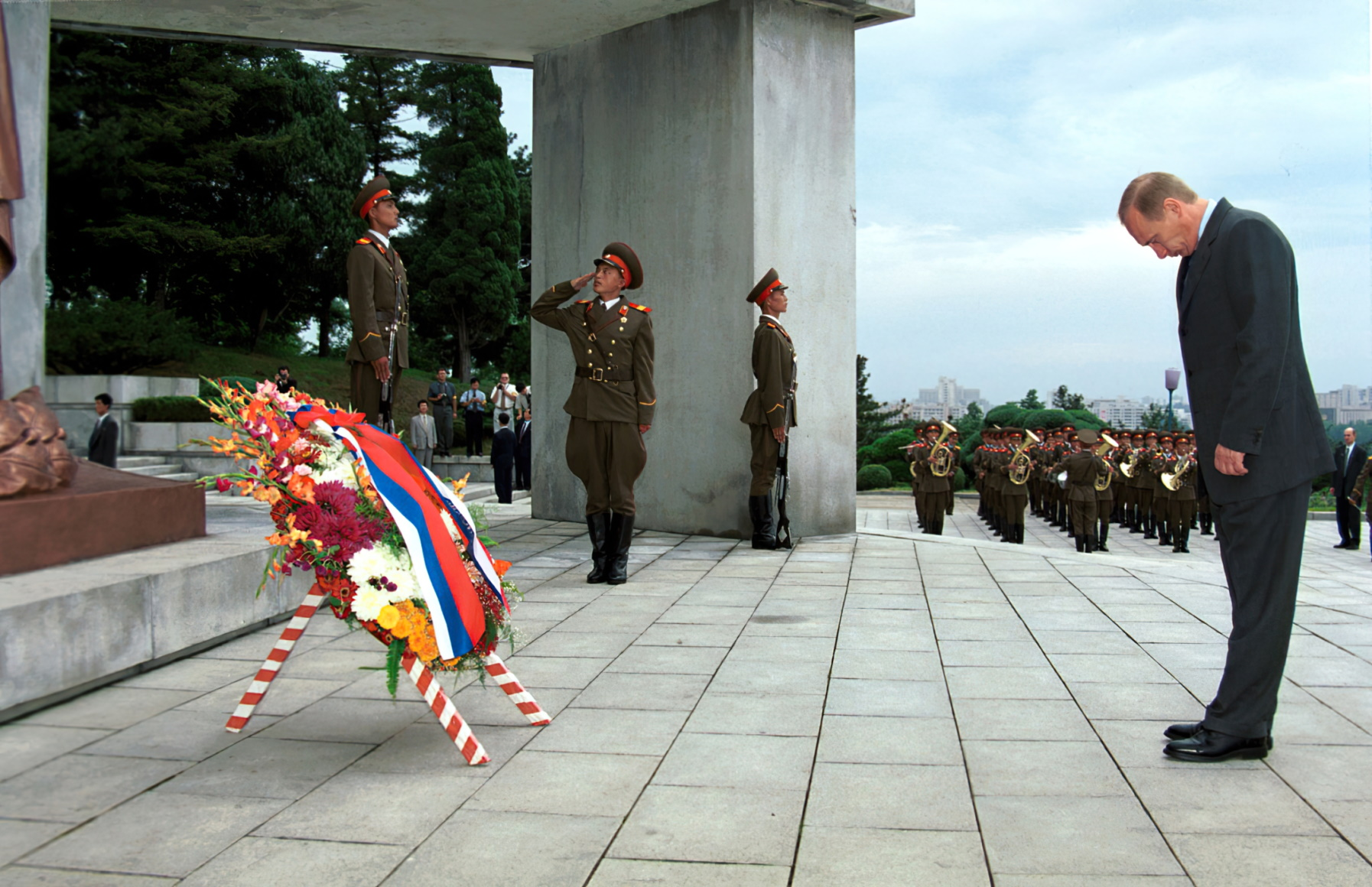
Володимир Путін під час покладання квітів до монументу